# Marino Zorzi
Marino Zorzi (ur. 1231 w Wenecji zm. 3 lipca 1312) – doża Wenecji od 22 sierpnia 1311 do 2 czerwca 1312.